# IF Lyseng Volleyball
IF Lyseng Volleyball blev startet 26. marts 1984 som en afdeling af Idrætsforeningen Lyseng. IF Lyseng volleyball holder til i Højbjerg i det sydlige Århus. Klubben træner i Rundhøjhallen og kommer også til at træne i den kommende hal ved Lyseng Idrætscenter.
Klubben har hold fra Kids til Division.